# Spominčica
Spominčica (znanstveno ime Myosotis) je rod rastlin iz družine srholistovk. Ime te rože je nenatančen kalk po nemškem Vergissmeinnicht (dobesedno 'ne pozabi me'). 
V rod spominčic spadajo take enoletne vrste kot tudi trajnice. Večina vrst ima modre ali belkaste cvetove s po petimi venčnimi listi in rumenimi središči. Je trajnica s plazečo koreniko. Čaša prileglo dlakava, po odcvetu odprta. Listi so sedeči, podolgovati ali suličasti. Cvetovi so dolgi do 8 mm, široki pa največ 4 mm. Steblo je lahko razraslo ali enostavno, visoko je do 40 cm. Raste od pomladi do poletja.

## Izbrane vrste
- Myosotis alpestris - planinska spominčica
- Myosotis arvensis - njivska spominčica

- Myosotis discolor - pisana spominčica
- Myosotis nemorosa - gozdna spominčica
- Myosotis ramosissima - razrasla spominčica
- Myosotis scorpioides - močvirska spominčica
- Myosotis sparsiflora - redkocvetna spominčica
- Myosotis stricta - toga spominčica
- Myosotis sylvatica - gozdna spominčica
- Myosotis variabilis - spremenljiva spominčica